# مارك رولاند (موسيقي)
مارك رولاند (بالألمانية: Marc Roland)‏ (و. 1894 – 1975 م) هو موسيقي، ومخرج، وكاتب سيناريو، ومؤلفو موسيقى تصويرية ألماني، ولد في بريمن، توفي في ميونخ، عن عمر يناهز 81 عاماً.

## وصلات خارجية
- مارك رولاند على موقع IMDb (الإنجليزية)
- مارك رولاند على موقع ألو سيني (الفرنسية)
- مارك رولاند على موقع ميوزك برينز (الإنجليزية)
- مارك رولاند على موقع أول موفي (الإنجليزية)
- مارك رولاند على موقع قاعدة بيانات الفيلم (الإنجليزية)
- مارك رولاند على موقع كينوبويسك (الروسية)